# Haze
Haze — компьютерная игра в жанре шутера от первого лица, разработанная Free Radical Design и изданная компанией Ubisoft для игровой приставки PlayStation 3 в 2008 году.
Игра впервые была объявлена на выставке E3 2006. Игра выпущена эксклюзивно для консоли PlayStation 3, версии проекта для PC и Xbox 360 отменены.

## Сюжет
Игра начинается от лица Шейна Карпентера, оперативника Мэнтел, недавно получившего звание сержанта. Шейна вместе с его новым подразделением перебрасывают в регион Боа в Южной Америке для борьбы с «Рукой Помощи» — местной экстремистской банды, якобы проводящей этнические чистки против мирного населения.
После прибытия на наземную транспортную платформу Ментел, Шейн знакомится с членами своего отряда: 2-й сержант Дюваль, капрал Тир и рядовые Пеши и Дейли по прозвищу «Ремешок». Отряд наблюдает, как один из самолётов Ментел сбивают повстанцы, после чего отправляются за ним. Крупная партия Нектара, что была на борту самолёта, похищена повстанцами, а единственный пилот умирает на руках у Шейна.
В течение нескольких миссий личный распределитель Нектара Шейна повреждается, из-за чего он иногда слышит вопли, испытывает непродолжительные галлюцинации, видит мёртвых рабочих на фабрике.
На металлургическом заводе отряд посылают захватить лидера мятежников, Габриэля «Кожаный Плащ» Мерино, который съел своих пленников и сделал из их кожи длинный плащ. Шейн захватывает Мерино и обнаруживает, что это — пожилой человек, который носит жилет из «100 % хлопка». Тут прибывает остальной отряд, и Дюваль начинает пытать Мерино и отрезает ему палец (Шейн едет в соседнем с ними лифте). В вертолёте, когда Дюваль хочет отрезать Мерино второй палец, Шейн выхватывает пистолет, в последующей драке происходит выстрел и вертолёт падает. Очнувшийся герой докладывает по рации о крушении вертолёта и о том, что его распределитель Нектара вышел из строя. Диспетчер Мэнтел помечает его ситуацию как «Код: Туман» (Code: Haze), и за ним отправляется спецотряд для его ликвидации (профессиональные солдаты, имеющие изолированный источник Нектара). Во время этого он видит странное видение.
Шейна спасают Мэрино и «Рука Помощи», и он понимает, что всё, что ему о них говорили, — это пропаганда Мэнтел. Шейн и Мерино выходят на главную площадь и слышат стрельбу. Из башни падает тело женщины, затем двери на площадь открываются и приходят Дюваль с Ремешком и Пеши и заявляет, что Шейну промыли мозги повстанцы. Шейну приходится убить Пеши и Ремешка (которых тоже спасла «Рука Помощи»), когда они начинают расстреливать деревню. Выживший в авиакатастрофе Дюваль спасается из деревни бегством, говоря Шейну, что он тоже «просто животное», как и мятежники. Зная теперь истинную суть корпорации и то, что сотворили солдаты Мэнтел, герой присоединяется к «Руке Помощи», надеясь что в этот раз делает всё верно.
Откликаясь на странные сигналы с грузового корабля Мэнтел, «Рука Помощи» отправляется на его захват. Там Шейн находит Тира и узнаёт, что тот специально повредил его распределитель Нектара, чтобы он смог увидеть реальность. Тир нашёл на корабле контейнеры, заполненные мёртвыми телами солдат Мэнтел, погибшими от длительного использования Нектара. Так корпорация скрывала правду о препарате. Также Тир обнаружил, что в регионе не совершалось никаких преступлений против человечности, а настоящая цель — это уничтожение местных плантаций и сохранение монополии на производство Нектара. После этого разговора Тира убивает снайпер из спецотряда Мэнтел. Упав, он говорит главному герою следующие слова: «Шейн, когда у тебя есть вся информация, верное решение принять легко».
Вместе с «Рукой Помощи» Шейн уничтожает локальные запасы Нектара, из-за чего солдаты Мэнтел в регионе начинают ломаться физически и морально, а некоторые заканчивают жизнь самоубийством, осознавая всю правду. Мэрино приказывает взять штурмом сухопутный авианосец Мэнтел, взорвать его и, тем самым, прекратить войну. При штурме Шейн находит Дюваля на капитанском мостике, и пытается объяснить ему, что тот неправ и больше не нужно убивать кого-либо. Объяснение переходит в ссору и перестрелку. Шейн убивает Дюваля и спасается с гибнущего авианосца, уничтожаемого ракетой. Мэрино, забравший Шейна на вертолёте, говорит о планах использования Нектара для придания своим людям уверенности и обещает делать это только добровольно, добавляя, что Нектар опасен в плохих руках, а Мэнтел и были этими плохими руками и они «просто животные».

## Геймплей
Нектар, используемый в игре, — это искусственный наркотик, создаваемый корпорацией Mэнтел, который улучшает способности человеческого организма, повышая скорость, меткость и выносливость. Препарат тайно используется для контроля над солдатами, позволяет им видеть только врагов но также может привести к потере контроля, что приводит, например, к тому, что солдат не может отличить союзника от врага. При повреждении распределителя Нектара (небольшой круглый прибор, крепится сзади, на шее) солдат выходит из-под контроля корпорации, после чего активируется протокол «Haze» который велит ближайшим отрядам уничтожить перебежчика.
Отрицательные стороны Нектара: Мэнтел использует Нектар для контроля над солдатами, поэтому человек, принявший препарат, не может различить добро и зло, а видит только то что выгодно Mэнтел. Также Нектар воздействует на ЦНС, из-за чего солдаты Mэнтел не видят ни трупов, ни крови.
Пользуясь этим, бойцы «Руки помощи» притворяются мёртвыми, и следовательно, становятся невидимыми для противника. Также передозировка нектара приводит к потере рассудка и искажению восприятия, благодаря этому повстанцы могут перерезать распределитель Нектара и прикреплять его к гранатам (газ вызывает кратковременное помешательство) или метать в противников ножи, покрытые препаратом.

### Мультиплеер
В игре предоставлена возможность играть вдвоём или вчетвером на разделённом экране. Режимы игры (кооператив, сетевая игра, онлайн) можно комбинировать на своё усмотрение. Многопользовательский режим рассчитан на 16 игроков.

## Отзывы
| Сводный рейтинг    | Сводный рейтинг                     |
| Агрегатор          | Оценка                              |
| ------------------ | ----------------------------------- |
| GameRankings       | 55,73 %                             |
| Metacritic         | 55/100                              |
| Иноязычные издания |                                     |
| Издание            | Оценка                              |
| Edge               | 5/10                                |
| Eurogamer          | 4/10                                |
| Famitsu            | 34/40                               |
| Game Informer      | 6,25/10                             |
| GamePro            | [ 10 ]                              |
| GameRevolution     | C-                                  |
| GameSpot           | 6/10                                |
| GameSpy            | [ 13 ]                              |
| GameTrailers       | 6,2/10                              |
| GameZone           | 5,5/10                              |
| IGN                | (UK) 6,5/10 (AU) 6,2/10 (US) 4,5/10 |
| PSM                | [ 19 ]                              |
| Common Sense Media | [ 20 ]                              |
| Digital Spy        | [ 21 ]                              |

Игра получила негативные отзывы критиков, средний рейтинг на Metacritic составил 55 из 100 баллов.